# FK Turon Yaypan
Der Futbol Klubi Turon Yaypan ist ein usbekischer Fußballverein aus Yaypan, der in der ersten usbekischen Liga, der Super League, spielt. 

## Erfolge
- Uzbekistan Pro League B: 2019
- Uzbekistan Pro League A: 2021

## Stadion
Der Verein trägt seine Heimspiele im Uzbekistan Stadium in Yaypan aus. Das Stadion hat ein Fassungsvermögen von 4500 Personen.
Koordinaten: 40° 22′ 34,5″ N, 70° 49′ 33,1″ O

## Trainerchronik
Stand: April 2023
| Trainer              | Nation              | von              | bis               |
| -------------------- | ------------------- | ---------------- | ----------------- |
| Islombek Ismoilov    | Usbekistan          | 1. Januar 2020   | 31. Mai 2021      |
| Boguslaw Baniak      | Polen               | 11. Juni 2021    | 20. Juni 2021     |
| Igor Shkvyrin        | Usbekistan Russland | 24. Juni 2021    | 23. Oktober 2021  |
| Bakhrom Khakimov     | Usbekistan          | 5. November 2021 | 26. Dezember 2021 |
| Anvar Berdiev        | Usbekistan          | 10. Januar 2022  |                   |
| Bakhtiyor Ashurmatov | Usbekistan          | 9. Oktober 2022  |                   |